# Мартініан (Муратовський)
Архієпископ Мартініан (рос. Архиепископ Мартиниан; 1820 — 17 липня 1898) — церковний діяч часів Російської імперії, 2-й єпископ Селенгінський у 1869—1877 роках, 2-й єпископ Камчатський, Курильський та Благовіщенський у 1877—1885 роках, 4-й архієпископ Таврійський у 1885—1898 роках.

## Життєпис
Син Семена Муратовського, священника. Народився 1820 року в селі Муратово Свіязького повіту Казанської губернії, отримавши ім'я Михайло. У 1842 році закінчив Казанську духовну семінарію та визначений вчителем до Свіязького духовного училища. 13 липня 1845 року пострижений у чернецтво під ім'ям Мартініан, а 5 серпня висвячений у сан ієродиякона. 3 березня 1846 — на ієромонаха.
У 1853 році призначено доглядачем Свіязького духовного училища. 25 липня 1856 року отримав посаду настоятеля Свіязької Макарьевскої пустині. З 19 липня 1861 року — настоятель Іркутського Вознесенського монастиря в сані архімандрита.
9 лютого 1869 року хіротоновано на єпископа Селенгінського, вікарія Іркутської єпархії. 17 жовтня 1877 року призначено єпископом Камчатським, Курильським і Благовіщенським. Цього ж року заклав перший в єпархії храм на честь Святителя Інокентія Іркутського за братської трапези Корсунського монастиря. 6 червня 1882 року в Благовіщенську закладено кам'яну будівлю духовної семінарії, а 6 жовтня 1885 року — освячено.
11 травня 1885 року призначено єпископом Таврійським. Протягом 4 місяців він добирався до Кримського півострова. Продовжив активну політику з посилення впливу церкві та боротьби з неправославним населенням, насамперед юдеями, протестантами та старообрядцями, а також мусульманами. 1890 року підтримав ініціативу Олександро-Невського братства із заснування посади єпархіального місіонера. 14 травня 1896 року зведений у сан архієпископа.
19 січня 1897 року звільнений на спокій із місцем проживання у Володимирському монастирі в Херсонесі. Помер 1898 року у Сімферополі.